# András Zsinka
András Zsinka (* 19. Oktober 1947 in Székesfehérvár; † 8. April 2023) war ein ungarischer Mittelstreckenläufer, der sich auf die 800-Meter-Distanz spezialisiert hatte.
1972 wurde er Vierter bei den Halleneuropameisterschaften in Grenoble und schied bei den Olympischen Spielen in München im Vorlauf aus.
Bei den Halleneuropameisterschaften 1974 in Göteborg gewann er Silber, bei den Halleneuropameisterschaften 1976 in München wurde er erneut Vierter.
Seine persönliche Bestzeit von 1:47,5 min stellte er am 5. September 1976 in Budapest auf.
1970, 1974 und 1976 wurde er ungarischer Meister. In der Halle holte er von 1974 bis 1978 fünfmal den Titel über 800 Meter und von 1974 bis 1976 außerdem den über 1500 Meter.